# Hans von Waldenfels
Hans von Waldenfels († 1470) löste die Waldenfelser Fehde aus und war später brandenburgischer Hauptmann in Hof.
Hans von Waldenfels stammte aus der Familie von Waldenfels auf Wartenfels. Sein Vater war Caspar von Waldenfels, der den Familiensitz auf Burg Lichtenberg verlagerte. Nach dem Genealogen Johann Gottfried Biedermann war seine Mutter Margaretha von Schaumberg und seine Frau Margaretha von Heldritt.
In der Waldenfelser Fehde plünderte Hans von Waldenfels, zusammen mit seinem Bruder Fritz, Kaufmannszüge der Reichsstädte Nürnberg, Windsheim und Rothenburg. Als Nürnberger Kriegsvolk die Burg Lichtenberg erfolglos belagerte, verteidigte er die Burg zusammen mit Adeligen der Umgebung und der Stadtbevölkerung. In Bamberger Gefangenschaft geraten, sahen sein Bruder und er sich gezwungen, sich in die Lehensabhängigkeit des Markgrafen Johann zu begeben. Er wurde zum Hauptmann in Hof ernannt.